# Vytautas Juozapaitis
Vytautas Juozapaitis (ur. 14 grudnia 1963 w Radziwiliszkach) – litewski solista operowy (baryton), wykładowca akademicki, prezenter telewizyjny i polityk, poseł na Sejm Republiki Litewskiej.

## Życiorys
W 1989 został absolwentem Konserwatorium Litewskiego, jego promotorem był muzykolog Vladimiras Prudnikovas. Podjął także studia prawnicze na Uniwersytecie Michała Römera.
Debiutował partią Freddy’ego w musicalu My Fair Lady. W 1989 został solistą Państwowego Teatru Muzycznego w Kownie, a rok później Litewskiego Narodowego Teatru Opery i Baletu (LNOBT). Kształcił się następnie m.in. w Belgii, wystąpił w Don Giovannim w Teatrze Narodowym w Pradze, po czym razem z zespołem tej placówki odbył pod koniec pierwszej połowy lat 90. tournée w Japonii. Vytautas Juozapaitis stał się jednym z najpopularniejszych barytonów na Litwie, zaczął występować w większości przedstawień reżyserowanych w LNOBT, m.in. jako Enrico w Łucji z Lammermooru, Giorgio Germont i Baron Douphol w La Traviata, Scarpia w Tosce, Amonasro w Aidzie, Don Carlos oraz Markiz Posa w Don Carlosie, Książę Jelecki w Damie pikowej oraz Rigoletto w operze pod tym samym tytułem. Występował na wielu międzynarodowych festiwalach (m.in. Wratislavia Cantans), odbył trasy koncertowe po Polsce, Niemczech, Hiszpanii, Łotwie, Rosji, Indiach, krajach skandynawskich Francji, Stanach Zjednoczonych i innych krajach. Podejmował współpracę z czołowymi dyrygentami, wśród nich z Mstisławem Rostropowiczem.
W 1996 rozpoczął pracę jako nauczyciel śpiewu solowego w Litewskiej Akademii Muzycznej, gdzie doszedł następnie do stanowiska profesora. Od 1999 do 2001 pełnił także funkcję dyrektora ds. opery w Litewskim Narodowym Teatrze Opery i Baletu. Prowadził także program telewizyjny Tegyvuoja klasika!, wydał również kilka płyt CD z własną muzyką, tj. Negaliu Nemylėti (2004), Baritonas (2005), Neprarask Vilties (2008) i inne.
Od 1999 do 2001 był członkiem Ojczyźnianej Partii Ludowej. W 2012 ponownie zaangażował się w działalność polityczną, przyjmując propozycję kandydowania w wyborach parlamentarnych z ramienia Związku Ojczyzny – Litewskich Chrześcijańskich Demokratów. Zajął 9. miejsce wśród kandydatów z listy krajowej, uzyskując tym samym mandat poselski na czteroletnią kadencję. W 2016 i 2020 z powodzeniem ubiegał się o reelekcję na kolejne kadencje Sejmu. Nie został ponownie wybrany w 2024; utrzymał jednak mandat poselski na kolejną kadencję, gdy Gabrielius Landsbergis przed jej rozpoczęciem zrezygnował z jego objęcia. Ślubowanie poselskie złożył kilka dni po rozpoczęciu kadencji.

## Odznaczenia
- Krzyż Oficerski Orderu „Za Zasługi dla Litwy” – 2003[7]
- Medal Rady Bałtyckiej – 2021[8]